# 松田真希子
松田真希子（まつだ まきこ、1973年3月 - ）は日本の教育学者（日本語教育）、言語学者。東京都立大学教授。

## 人物
広島県生まれ。1995年金沢大学文学部卒業。2001年大阪外国語大学博士課程単位取得満期退学。2012年博士（学術、一橋大学大学院言語社会研究科）。2002年長岡技術科学大学講師。2010年より金沢大学准教授、2020年4月より金沢大学教授。2017年サンパウロ大学日本文化研究所客員教授。専門は日本語を含む複言語話者の言語・教育研究、音声コミュニケーション研究。最近は南米日系人の複言語能力の研究やベトナム人日本語学習者の日本語習得の研究などを行なっている。2023年より東京都立大学へ移籍。

## 著書
- 松田真希子・ティアゴ・サレス・ピント『ブラジル人のためのニッポンの裏技』、2008年、春風社
- 松田真希子『ベトナム語母語話者のための日本語教育: ベトナム人の日本語学習における困難点改善のための提案』、2016年、春風社

## 共編
- 本田 弘之, 松田 真希子（編）『複言語・複文化時代の日本語教育』2016年、凡人社